# PD – Berater der öffentlichen Hand
Die PD – Berater der öffentlichen Hand GmbH (PD) ist ein Beratungsunternehmen für Bund, Länder, Kommunen sowie andere öffentliche Körperschaften und Einrichtungen. Die Gesellschaft ist zu 100 Prozent in öffentlicher Hand; der Bund hält 40 Prozent der stimmberechtigten Anteile. Es ist durch formwechselnde Umwandlung aus der ÖPP Deutschland AG hervorgegangen. Die Gesellschaft mit beschränkter Haftung bietet für öffentliche Auftraggeber Beratungsleistungen für öffentlich-private Partnerschaften in den Bereichen Verwaltung und Investitionsvorhaben an. Das Unternehmen wird auch als Partnerschaft Deutschland bezeichnet.
Unternehmenssitz ist Berlin. Es gibt Niederlassungen in Berlin, Düsseldorf, Frankfurt am Main, Hamburg, Nürnberg und Wiesbaden. Gesellschafter sind juristische Personen der öffentlichen Hand oder deren Einrichtungen. Die bisherigen Aktionäre aus der Privatwirtschaft sind 2016 aus der Gesellschaft ausgeschieden. Die Gesellschaft gliedert sich in die beiden Geschäftsbereiche Strategische Verwaltungsmodernisierung und Bau, Infrastruktur, Kommunalberatung.

## Unternehmenszweck
Ziel des Unternehmens ist es, bessere Verwaltungsarbeit und mehr Infrastrukturprojekte zu ermöglichen. Dazu berät die Gesellschaft öffentliche Auftraggeber. Öffentliche Auftraggeber, die an der Gesellschaft beteiligt sind, können das Unternehmen im Wege der In-House-Vergabe ohne weitere Ausschreibung beauftragen (§ 108 Absatz 4 GWB). Damit kommt PD „einer Pool-Organisation oder eines Shared Services“ gleich.

## Geschichte
Die ÖPP Deutschland AG wurde nach privatwirtschaftlicher Initiative im November 2008 als Aktiengesellschaft unter der Federführung des Bundesministeriums der Finanzen sowie des damaligen Bundesministeriums für Verkehr, Bau und Stadtentwicklung unter Beteiligung Privater gegründet.
Die Bundesregierung beschloss die Stärkung der „Partnerschaft Deutschland“ (PD), nachdem sie 2014 eine Expertenkommission für die Lösung des Problems von Investitionsstaus eingesetzt hatte, deren Vorschläge aber kaum umgesetzt wurden. Anfang 2020 hielt die Gesellschaft Rahmenverträge mit McKinsey, Roland Berger und der Boston Consulting Group (BCG).
Die Gesellschaft ist wiederkehrender Partner des Creative Bureaucracy Festivals, das in Anlehnung an den von Charles Landry geprägten Begriff „Experimentierfreude und Tatendrang im öffentlichen Sektor kultivieren“ möchte. Gemeinsam mit dem Stifterverband finanziert sie die Stiftungsprofessur von Thurid Hustedt an der Hertie School,  die Stiftungsprofessur für ressourceneffizienten Hochbau der TU Dresden sowie die Gastprofessur für Transformation im öffentlichen Dienst an der NRW School of Governance (Wintersemester 2022/2023: Dirk Messner), mit der auch ein Kooperationsvertrag zum Wissenstransfer besteht. Letzteres gilt auch für die Universität Potsdam und die Hochschule für Wirtschaft und Recht Berlin.
PD ist Mitglied des unter dem Schirm des UCL Institute for Innovation and Public Purpose initiierten Mission-Oriented Innovation Network (MOIN), das öffentliche Organisationen weltweit in eine „marktgestaltende Rolle“ bringen soll, um im Sinne des Public Value drängende Herausforderungen wie die Klimakrise, den demografischen Wandel und die öffentliche Gesundheit bewältigen zu können.
Der Fachhochschullehrer Thomas Deelmann sah PD „in einer guten Ausgangsposition“, um dem im Koalitionsvertrag 2021 vereinbarten Ausbau zur „Beschleunigungsagentur“ zu entsprechen.
Das Ranking Hidden Champions of Consulting (Capital/WGMB) bezeichnete PD im Jahrgang 2022/2023 sowie 2024/2025 vor PwC, Accenture, Deloitte und KPMG als bestes Beratungsunternehmen der Kategorie „Public Sector“.

## Gesellschafter
Zum Stichtag 14. April 2021 hielten 124 Gesellschafter Anteile an dem Unternehmen. Von den 10.020 Gesellschafteranteilen hält der Bund 7512 Anteile (74,97 Prozent), zehn Länder (Baden-Württemberg, Brandenburg, Bremen, Hamburg, Hessen, Mecklenburg-Vorpommern, Niedersachsen, Nordrhein-Westfalen, Sachsen-Anhalt, Schleswig-Holstein) insgesamt 1000 Anteile (9,98 Prozent), Gemeinden und Gemeindeverbände insgesamt 748 Anteile (7,47 Prozent), Stiftungen, Anstalten und Körperschaften des öffentlichen Rechts insgesamt 420 Anteile (4,19 Prozent) und sonstige (darunter auch Zypern) 340 Anteile (3,39 Prozent). Bis Anfang 2023 wuchs die Zahl der Gesellschafter auf 175. Durch den neuen Status von Berlin, Rheinland-Pfalz, Saarland und Thüringen sind damit 14 von 16 Bundesländern Gesellschafter der PD.

## Kritik
Die ÖPP Deutschland AG in ihrer früheren Konzeption wurde 2012 in den Medien kritisiert, da Banken, Berater und Baukonzerne Anteile an der Gesellschaft hielten und gleichzeitig von öffentlich-privaten Partnerschaften profitierten. Ulrich Müller, Vorsitzender der Organisation Lobbycontrol, forderte eine Auflösung der ÖPP Deutschland AG, da sie eine Einladung zu Lobbyismus zu Lasten der Bürger sei. Die Vorsitzende von Transparency International Deutschland, Edda Müller, äußerte, dass „klare Auftraggeber- und Auftragnehmerbeziehungen öffentlich-privater Partnerschaften aus Sicht der Korruptionsprävention eindeutig vorzuziehen“ seien.
Laut Kritik von 2015 in den Medien habe die ÖPP schon zu Beginn privaten Interessen dienen sollen: Es seien „keine unabhängigen Beamten [gewesen], die das Konzept für die Firma erstellten, sondern Lobbyisten der Initiative Finanzstandort Deutschland (IFD)“. Grünen-Bundestagsabgeordneter Sven-Christian Kindler sah in der ÖPP einen „Treiber für den Ausverkauf von öffentlicher Infrastruktur“.
Anfang 2020 berichteten Medien, dass die Möglichkeit von Kommunen, bei Bauvorhaben eine Beratung durch die PD zu erhalten, dort laut Beamten, Ökonomen und Kommunalvertretern kaum bekannt war. Ebenso wurde Anfang 2020 über das spezielle vergaberechtliche Konstrukt der PD berichtet, bei dem öffentliche Auftraggeber sehr einfach die PD beauftragen können, die PD dann aber wiederum an private Subunternehmer Aufträge vergibt.
2021 kritisierte der Bundesverband Deutscher Unternehmensberater (BDU) den personellen Aufwuchs des „Staats-McKinsey“ als mögliche Wettbewerbsverzerrung. Entsprechenden Vorwürfen entgegnete die Gesellschaft mehrfach mit Rechtsgutachten und legte ihrerseits überhöhte Abrechnungen privater Beratungsfirmen nahe. Ziel sei es, die „Auftraggeberfähigkeit“ der öffentlichen Hand zu stärken.